# Still (album de Peter Sinfield)
Pour les articles homonymes, voir Still.
Vous pouvez aider à l'améliorer ou bien discuter des problèmes sur sa page de discussion.
- Il ne cite pas suffisamment ses sources. Vous pouvez indiquer les passages à sourcer avec {{référence nécessaire}} ou {{Référence souhaitée}}, et inclure les références utiles en les liant aux notes de bas de page. (Marqué depuis avril 2024)
- Certaines informations devraient être mieux reliées aux sources mentionnées dans la bibliographie ou les liens externes. Améliorez sa vérifiabilité en les associant par des références. (Marqué depuis avril 2024)

- Archive Wikiwix
- Bing
- Cairn
- DuckDuckGo
- E. Universalis
- Gallica
- Google
- G. Books
- G. News
- G. Scholar
- Persée
- Qwant
- (zh) Baidu
- (ru) Yandex
- (wd) trouver des œuvres sur Wikidata

 (juillet 2022).
La mise en forme du texte ne suit pas les recommandations de Wikipédia : il faut le « wikifier ».
Les points d'amélioration suivants sont les cas les plus fréquents :
- Les titres sont pré-formatés par le logiciel. Ils ne sont ni en capitales, ni en gras.
- Le texte ne doit pas être écrit en capitales (les noms de famille non plus), ni en gras, ni en italique, ni en « petit »…
- Le gras n'est utilisé que pour surligner le titre de l'article dans l'introduction, une seule fois.
- L'italique est rarement utilisé : mots en langue étrangère, titres d'œuvres, noms de bateaux, etc.
- Les citations ne sont pas en italique mais en corps de texte normal. Elles sont entourées par des guillemets français : « et ».
- Les listes à puces sont à éviter, des paragraphes rédigés étant largement préférés. Les tableaux sont à réserver à la présentation de données structurées (résultats, etc.).
- Les appels de note de bas de page (petits chiffres en exposant, introduits par l'outil «  Source ») sont à placer entre la fin de phrase et le point final[comme ça].
- Les liens internes (vers d'autres articles de Wikipédia) sont à choisir avec parcimonie. Créez des liens vers des articles approfondissant le sujet. Les termes génériques sans rapport avec le sujet sont à éviter, ainsi que les répétitions de liens vers un même terme.
- Les liens externes sont à placer uniquement dans une section « Liens externes », à la fin de l'article. Ces liens sont à choisir avec parcimonie suivant les règles définies. Si un lien sert de source à l'article, son insertion dans le texte est à faire par les notes de bas de page.
- La présentation des références doit suivre les conventions bibliographiques. Il est recommandé d'utiliser les modèles {{Ouvrage}}, {{Chapitre}}, {{Article}}, {{Lien web}} et/ou {{Bibliographie}}. Le mode d'édition visuel peut mettre en forme automatiquement les références.
- Insérer une infobox (cadre d'informations à droite) n'est pas obligatoire pour parachever la mise en page.

Pour une aide détaillée, merci de consulter Aide:Wikification.
Si vous pensez que ces points ont été résolus, vous pouvez retirer ce bandeau et améliorer la mise en forme d'un autre article.
 (juillet 2022).
Albums de Peter Sinfield
Islands (avec King Crimson) 
(1971)
Still (également connu sous le titre Stillusion) est un album de rock progressif sorti en 1973. Il est le premier et l'unique album en solo de Peter Sinfield, parolier du groupe rock progressif, King Crimson. 

## Historique
Peter Sinfield était impliqué avec Emerson, Lake & Palmer et Greg Lake est au chant sur la chanson éponyme à l'album. D'autres musiciens, ayant déjà fait partie de King Crimson, jouent également sur cet album. Greg Lake est à la guitare, aux chœurs ainsi qu'au mixage des différentes pistes, Boz Burrell et John Wetton à la basse, Keith Tippett au piano sur le titre The Song of the Sea Goat, et Mel Collins à la flûte, au saxophone et ainsi qu'au célesta. Le batteur Ian Wallace est également présent sur l'album. 
La pochette représente "The Big Friend" de l'artiste allemand Sulamith Wülfing.  D'autres musiciens ont également contribué à cet album, tels que W.G. Snuffy Walden, Keith Christmas et Robin Miller. 
The Song of the Sea Goat est une réinterprétation du Concerto pour luth en ré-mineur d'Antonio Vivaldi sur lequel Peter Sinfield a écrit un texte.

## Liste des titres

### Édition originale[1]
L'album est enregistré aux Command Studios de Londres en 1973, entre janvier et février.
| 1. | The Song of the Sea Goat (basé sur des thèmes du Concerto pour luth en ré mineur de Antonio Vivaldi) | Antonio Vivaldi, Peter Sinfield, Phil Jump                | 6:07 |
| 2. | Under the Sky                                                                                        | Ian McDonald                                              | 4:21 |
| 3. | Will It Be You                                                                                       | Alan Mennie, Sinfield, Jump, Richard Brunton, Steve Dolan | 2:42 |
| 4. | Wholefood Boogie                                                                                     | Mennie, Sinfield, Jump, Brunton, Dolan                    | 3:38 |
| 5. | Still                                                                                                | Mennie, Sinfield, Jump, Brunton, Dolan                    | 4:48 |

| 1. | Envelopes of Yesterday      | Peter Sinfield                                          | 6:20 |
| 2. | The Piper                   | Peter Sinfield                                          | 2:51 |
| 3. | A House of Hopes and Dreams | Peter Sinfield                                          | 4:09 |
| 4. | The Night People            | Mel Collins, Peter Sinfield, Phil Jump, Richard Brunton | 7:54 |

### Réédition de 1993
La réédition du CD de 1993 comprend des pistes alternatives des chansons, ainsi que deux titres supplémentaires : Hanging Fire et Can You Forgive a Fool?. Ces pistes additionnelles sont enregistrées aux Advision Studios de Londres en avril 1975.  
1. Hanging Fire
2. Still (Premier mix)
3. The Song of the Sea Goat
4. Under the Sky
5. Wholefood Boogie
6. Envelopes of Yesterday
7. The Piper
8. A House of Hopes and Dreams
9. The Night People
10. Still (Mix ultérieur)
11. Can You Forgive a Fool?

## Personnel
- Peter Sinfield - chant, guitare douze cordes, synthétiseur, production, conception de la pochette.
- Greg Lake - chant (5), chœurs (4), guitare électrique (8), producteur associé, mix
- WG. Snuffy Walden - guitare électrique solo (4, 6)
- Keith Christmas - guitare
- Richard Brunton - guitare
- B.J. Cole - guitare pedal steel
- Boz Burrell - basse (9)
- John Wetton - basse (1), basse fuzz (6)
- Steve Dolan - basse
- Keith Tippett - piano (1)
- Tim Hinkley - piano, piano électrique (9)
- Brian Flowers - synthétiseur
- Phil Jump - glockenspiel, claviers, orgue Woolworth (3), piano électrique, piano, orgue, synthétiseur
- Mel Collins - flûte alto(1), flûte basse (1), saxophone alto, saxophone ténor, saxophone baryton, celesta, arrangeur, producteur associé, mix
- Don Honeywell - saxophone baryton (9)
- Robin Miller - cor anglais
- Greg Bowen - trompette
- Stan Roderick - trompette
- Chris Pyne - trombone
- Ian Wallace - batterie (9), caisse claire (1)
- Alan "Min" Mennie - batterie et percussions (3)

## Fiche technique
- Peter Sinfield - production
- Mel Collins - producteur associé, assistant au mix
- Greg Lake - producteur associé pour le chant, mix
- Andy Hendriksen, Phil Lever, Ray Hendriksen, Peter Gallen - ingénieurs